# Janina Mincer-Daszkiewicz
Janina Mincer-Daszkiewicz – doktor nauk matematycznych w zakresie informatyki, nauczyciel akademicki na Wydziale Matematyki, Informatyki i Mechaniki Uniwersytetu Warszawskiego. W ramach Międzyuniwersyteckiego Centrum Informatyzacji, konsorcjum polskich uczelni powołanego w celu utrzymywania i rozwoju systemów informatycznych wspierających zarządzanie szkołami wyższymi, pełni rolę szefa Zespołu roboczego ds. USOS, systemu informatycznego służącego do zarządzania tokiem studiów w szkole wyższej. Jest również kierownikiem Komisji ds. USOS, składającej się z przedstawicieli uczelni użytkujących USOS i decydującej o kierunkach rozwoju systemu.

## Nagrody i wyróżnienia
- 2013 – nagroda INFO-STAR 2012 w kategorii Rozwiązania Informatyczne[4].
- 2018 – Nagroda im. Marka Cara przyznana przez XXIV Forum Teleinformatyki za wybitne osiągnięcia na rynku teleinformatycznym, ze szczególnym uwzględnieniem skuteczności i pozytywnych efektów zastosowań nowych technologii w szeroko rozumianym sektorze publicznym[4][5].
- 2024 - nagroda EUNIS Elite Award w kategorii Lasting achievement za artykuł Success story - 25 years of digitalization of higher education institutions in Poland[6].
- 2025 - Nagroda IROs Forum im. Barbary Centkowskiej - przyznawana za wybitny wkład w umiędzynarodowienie kształcenia w polskich uczelniach, innowacyjność i wizję, przykład dobrej praktyki lub szczególne zasługi dla rozwoju IROs Forum[7].